# ديك إيفانز (لاعب كرة قدم)
ديك إيفانز (بالإنجليزية: Dick Evans)‏ (1 يناير 1875 - 13 يناير 1942 بسالزبوري) هو لاعب كرة قدم بريطاني (وحمل سابقاً جنسية المملكة المتحدة لبريطانيا العظمى وأيرلندا) في مركز الهجوم. لعب مع بورت فايل ونادي ريدنغ ونادي ساوثهامبتون.